# Kailaras
Kailaras is een nagar panchayat (plaats) in het district Morena van de Indiase staat Madhya Pradesh. 

## Demografie
Volgens de Indiase volkstelling van 2001 wonen er 21.930 mensen in Kailaras, waarvan 54% mannelijk en 46% vrouwelijk is. De plaats heeft een alfabetiseringsgraad van 62%. 